# 목적적 행동주의
목적적 행동주의(purposive behaviorism)는 행동을 목적과 결부시켜 이해해야 한다는 행동주의 이론이다.

## 개요
목적적 행동주의에서는 학습이 목적과 수단의 관계에 따라 인지도를 형성함으로써 이루어진다고 본다.
기본 가정
- 강화 없이도 학습은 가능하다.
- 행동과정 연구 = S-R 연합이나 S-S연합에 의한 조건반사로 분해하여 연구
- 학습의 결과가 반드시 외적 행동으로 나타나는 것이 아니다.
- 학습에서 학습자의 욕구와 습관의 강도, 유인가 등과 같은 중재 변인을 고려하였다.
- 행동에는 목적이 있다.
- 일련의 반응들만을 습득하는 것이 아니라 체계적인 정보도 습득 가능하다.

### 시사점
- 잠재학습(Latent Learning)

조작적 조건화에서의 학습의 조건이 강화와 벌(에드워드 손다이크의 쥐의 실험)이었다면 인지적 행동주의에서는 강화 없이도 학습이 가능하다는 주장을 뒷받침한다. 학습 당시 외면 행동적으로 나타나지는 않지만, 적절한 동기가 주어졌을 때 행위로 나타나는 학습 현상을 잠재학습이라 설명한다.
- 행동의 인지적, 거시적 측면 강조

행동을 달성하기 위해 어떠한 목표를 지향하며(거시적), 목표와 관련되는 수단의 사용은 인지적 결과이다(인지적).
- 인지도(Cognitive map)

유기체가 환경 내에서 활동하는 데 이용할 수 있는 일종의 그림 형태의 지식체계이다. 목표에 도달하기 위해 각각의 개별적인 반응을 일으켜 행동하는 것이 아닌 전체적인 상황에 대한 인지지도를 발달시켜 목표에 도달할 수 있는 가장 짧고 효과적인 길을 선택한다(최소 노력의 원리).
- 대리적 시행착오

실험에서 쥐가 미로 찾는 과정을 관찰한 다른 쥐는 자신이 실제 시행착오를 겪은 것이 아님에도 불구하고 실제 자신이 시행착오를 경험한 것과 같은 효과가 있었다.

## 같이 보기
- 행동주의
- 에드워드 톨먼